# Studs Terkel

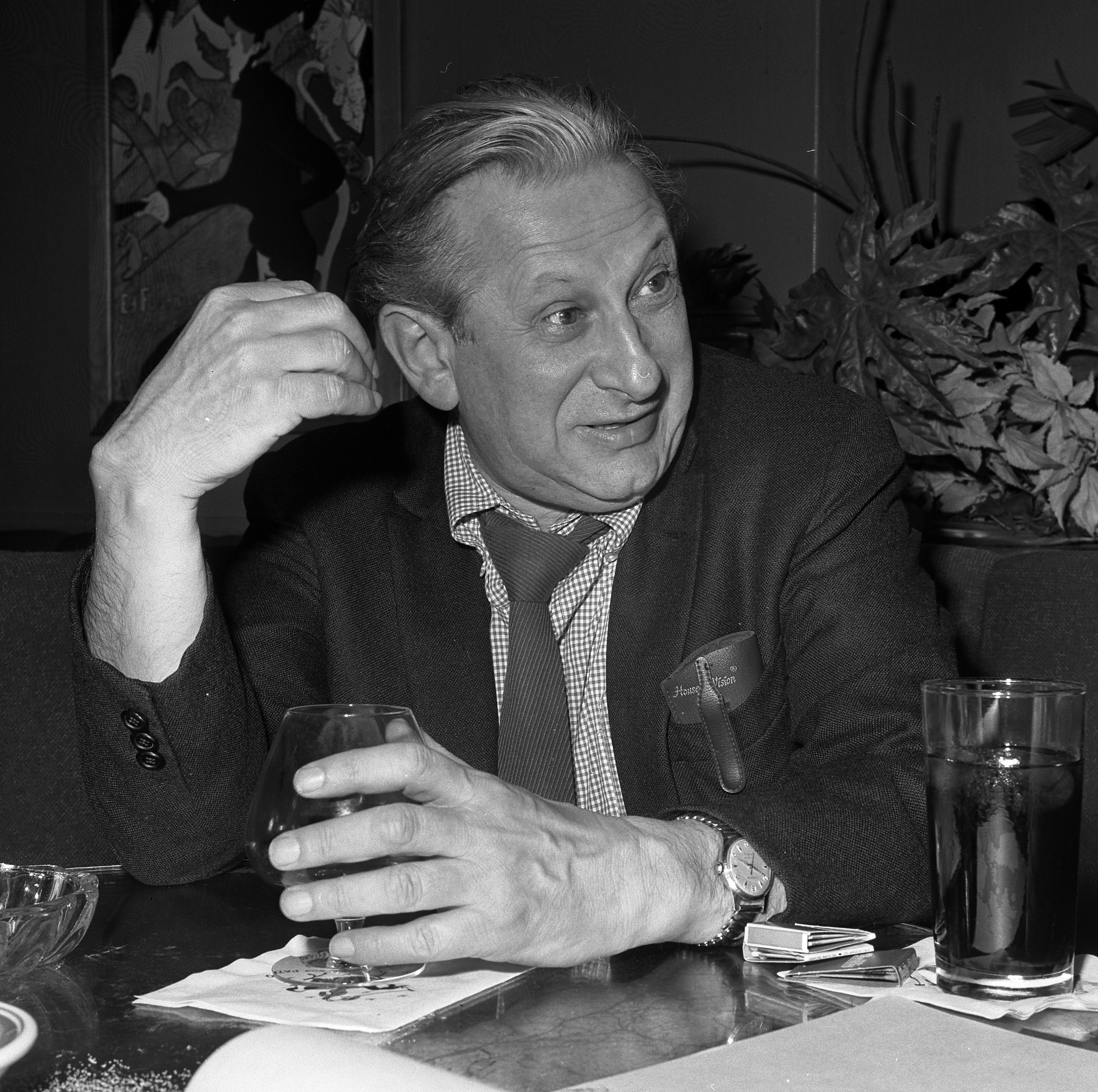
Studs Terkel (1970)

Louis „Studs“ Terkel (* 16. Mai 1912 in New York City, New York; † 31. Oktober 2008 in Chicago, Illinois) war ein US-amerikanischer Schriftsteller und Radiomoderator. Bekannt wurde er vor allem durch seine Radio-Interviews – er nannte sie Gespräche –, als Pionier der Oral History und Jazzkenner. Er bezeichnete sich selbst als Guerilla-Journalist.
Den Spitznamen Studs erhielt er durch seine Ähnlichkeit mit Studs Lonigan, der Figur aus James T. Farrells Roman-Trilogie über das Leben eines Mannes aus einfachen Verhältnissen in Chicago.

## Leben
Louis Terkel wurde in New York als Sohn russisch-jüdischer Einwanderer geboren. Sein Vater war Schneider, seine Mutter arbeitete in einem Zirkus. Von 1926 bis 1936 betrieb die Familie ein billiges Hotel; eine Tatsache, der Terkel frühe Kontakte mit ganz unterschiedlichen Menschen verdankte. Terkel absolvierte ein Studium der Rechtswissenschaften an der University of Chicago, arbeitete aber nie als Anwalt. Er wurde Bühnen-, Radio- und Filmschauspieler, wirkte in einer der ersten „Soap operas“ für das Fernsehen mit, schrieb Bühnenstücke und Werbespots, war Nachrichtensprecher und Sportberichterstatter, Moderator von Musiksendungen und Radioshows. Zentrum seines Lebens war und blieb dabei stets Chicago.
Ab den 1930er-Jahren sympathisierte Terkel mit der politischen Linken, seinen Sohn Paul (mit Ida Goldberg, die er 1939 heiratete) nannte er nach Paul Robeson. Während der McCarthy-Ära stand Terkel deshalb auf einer inoffiziellen „schwarzen Liste“ und konnte seine Fernsehkarriere nicht fortsetzen. Seit 1952 moderierte er daraufhin bei dem Chicagoer Radiosender WFMT The Studs Terkel Program und führte diese Sendung wochentäglich bis 1997 fort. Zu seinen Gesprächspartnern zählten prominente wie auch unbekannte Personen unterschiedlichster Herkunft. Er gilt als „der Mann, der Amerika interviewte“.
Terkels erstes Buch Giants of Jazz wurde 1956 veröffentlicht. In seinem Buch The Good War lässt er Soldaten und Menschen an der Heimatfront aus allen Schichten ihre Erlebnisse während des Zweiten Weltkrieges erzählen. Das Buch ist im selben Stil wie all seine anderen Publikationen geschrieben: Texte, als würden die Menschen selbst es aufschreiben. Mehrere seiner Bücher basieren auf mündlichen Nacherzählungen seiner umfassenden Gespräche und Interviews mit Zeitzeugen und Amerikanern jedweder Abstammung oder sozialer Herkunft. Entertainern, Künstlern und Politikern schenkte er weniger Platz in seinen Büchern: Terkel gilt daher als Chronist, der das Leben der „einfachen“ Menschen im Amerika des 20. Jahrhunderts dokumentierte, die meist nicht im Mittelpunkt der öffentlichen Aufmerksamkeit stehen. Durch diese Tätigkeit erlangte Terkel auch außerhalb der USA Aufmerksamkeit.

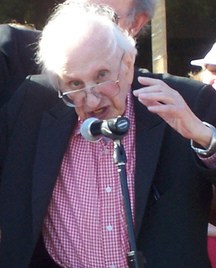
Studs Terkel (2007)

Studs Terkel war Mitglied von PEN America und in seinen letzten Lebensjahren eng mit der Chicago Historical Society verbunden, die das „Studs Terkel Oral History Archiv“ eingerichtet hatte und gemeinsam mit Terkel betreute.
Terkel starb am 31. Oktober 2008 in seiner Wohnung in Chicago, nachdem er wenige Wochen zuvor gestürzt war.

## Auszeichnungen und Ehrungen
- 1985 gewann er den Pulitzer-Preis für sein Buch The Good War.
- 1997 wurde er in die American Academy of Arts and Letters gewählt.[3]
- 1998 erhielt er den Thomas Merton Award für Frieden und soziale Gerechtigkeit.
- 2006 wurde er mit dem Dayton Literary Peace Prize für sein Lebenswerk ausgezeichnet.

## Bücher (in deutscher Übersetzung)
- Bericht aus einer amerikanischen Stadt: Chicago. Nymphenburger Verlag, München 1967 (Aus d. Amerikan. von Alexander Bergengruen u. Thomas M. Höpfner)
- Der große Krach: Die Geschichte der amerikanischen Depression. Suhrkamp Verlag (st 23), Frankfurt am Main 1972, ISBN 3-518-06523-8 (Ausgew., übers. aus d. Amerikan. u. eingel. von Dieter Hildebrandt)
- Der amerikanische Traum: 44 Gespräche mit Amerikanern. Verlag Klaus Wagenbach, Berlin 1981, ISBN 3-8031-2080-2 (Aus d. Amerikan. von Andreas Hamburger u. Wolfgang Heuss)
- Amerikanische Portraits. Reclam-Verlag (UB 1204), Leipzig 1987, ISBN 3-379-00151-1 (mit Harry Maurer, übers. von Karin u. Rainer Schnoor; hrsg. von Rainer Schnoor)
- Der gute Krieg. Amerika im Zweiten Weltkrieg. Zeitzeugen sprechen. Schneekluth Verlag, München 1989, ISBN 3-7951-1133-1 (Aus d. Amerikan. übertr. von Christiane Buchner)
- Arm und reich. Das Amerika der Reagan-Ära. Zeitzeugen sprechen. Schneekluth Verlag, München 1990, ISBN 3-7951-1147-1 (Aus d. Amerikan. von Christiane Buchner)
- Die sind einfach anders. Die Angst vor der anderen Hautfarbe – der alltägliche Rassismus in Amerika. Europa Verlag, Wien 1994, ISBN 3-203-51213-0 (Aus dem Amerikan. von Werner Kügler)
- Die Alten sind doch nicht wir. Lebensspuren durch unser Jahrhundert. Ch. Links Verlag, Berlin 1996, ISBN 3-86153-114-3 (Aus dem Amerikan. von Annette Wiethüchter)
- Gespräche um Leben und Tod. Grenzerfahrungen, Ängste, Wünsche und Hoffnungen. Verlag Antje Kunstmann, München 2002, ISBN 3-88897-311-2 (Aus dem Engl. von Inge Leipold)
  - Taschenbuch-Ausgabe als: Amerikanische Bilder. Gespräche um Leben und Tod. Diana, München 2004, ISBN 3-453-88017-X.
- Die Hoffnung stirbt zuletzt. Politisches Engagement in schwieriger Zeit. Kunstmann, München 2004, ISBN 3-88897-368-6 (Aus dem Engl. von Michael Schulte)
- Giganten des Jazz. Zweitausendeins, Frankfurt am Main 2005, ISBN 3-86150-723-4 (Aus dem Amerikan. von Karl Heinz Siber)
- Studs Meets Music: Studs Terkel im Gespräch mit großen Musikern des zwanzigsten Jahrhunderts. Kunstmann, München 2006, ISBN 3-88897-453-4 (Aus dem Engl. von Kristian Lutz)